# Novoazovs'k
Novoazovs'k (in ucraino Новоазовськ?, in russo Новоазовск?, Novoazovsk) è un centro abitato dell'Ucraina, situato nell'oblast' di Donec'k, ma dall'aprile 2014 è de facto parte della Repubblica Popolare di Doneck.

## Storia

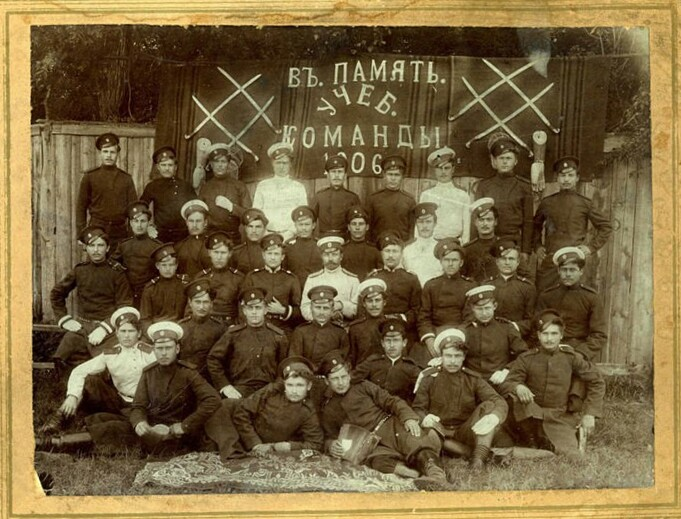
Cosacchi del Don a Novo-Nikolaevskaja (1906)

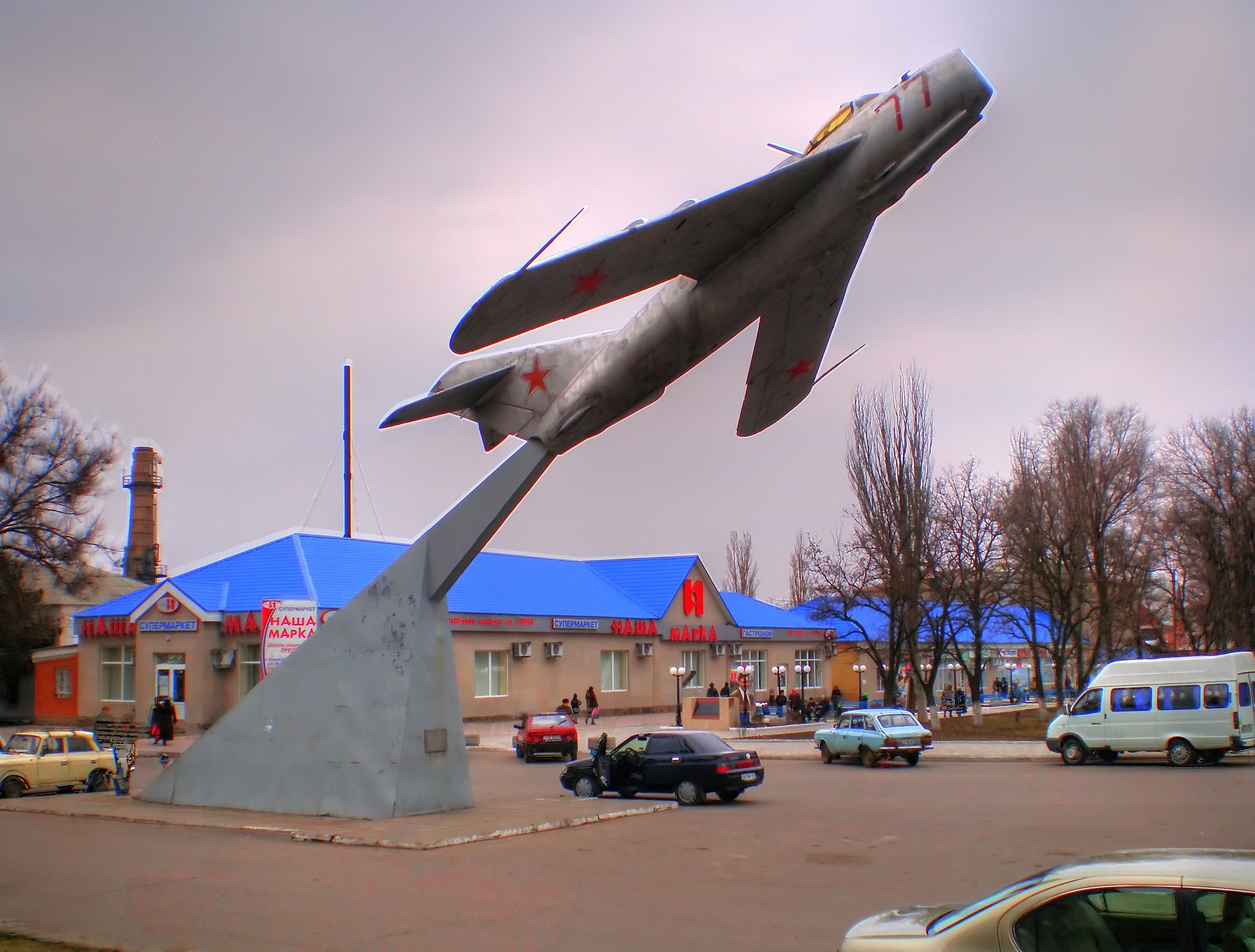
Monumento aeronautico MiG-17 (piazza Komsomolskaja)

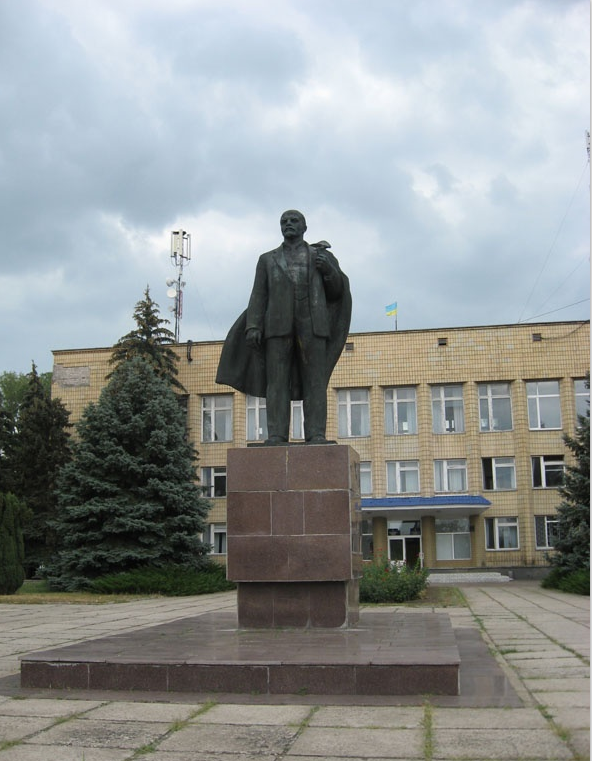
Monumento a Lenin

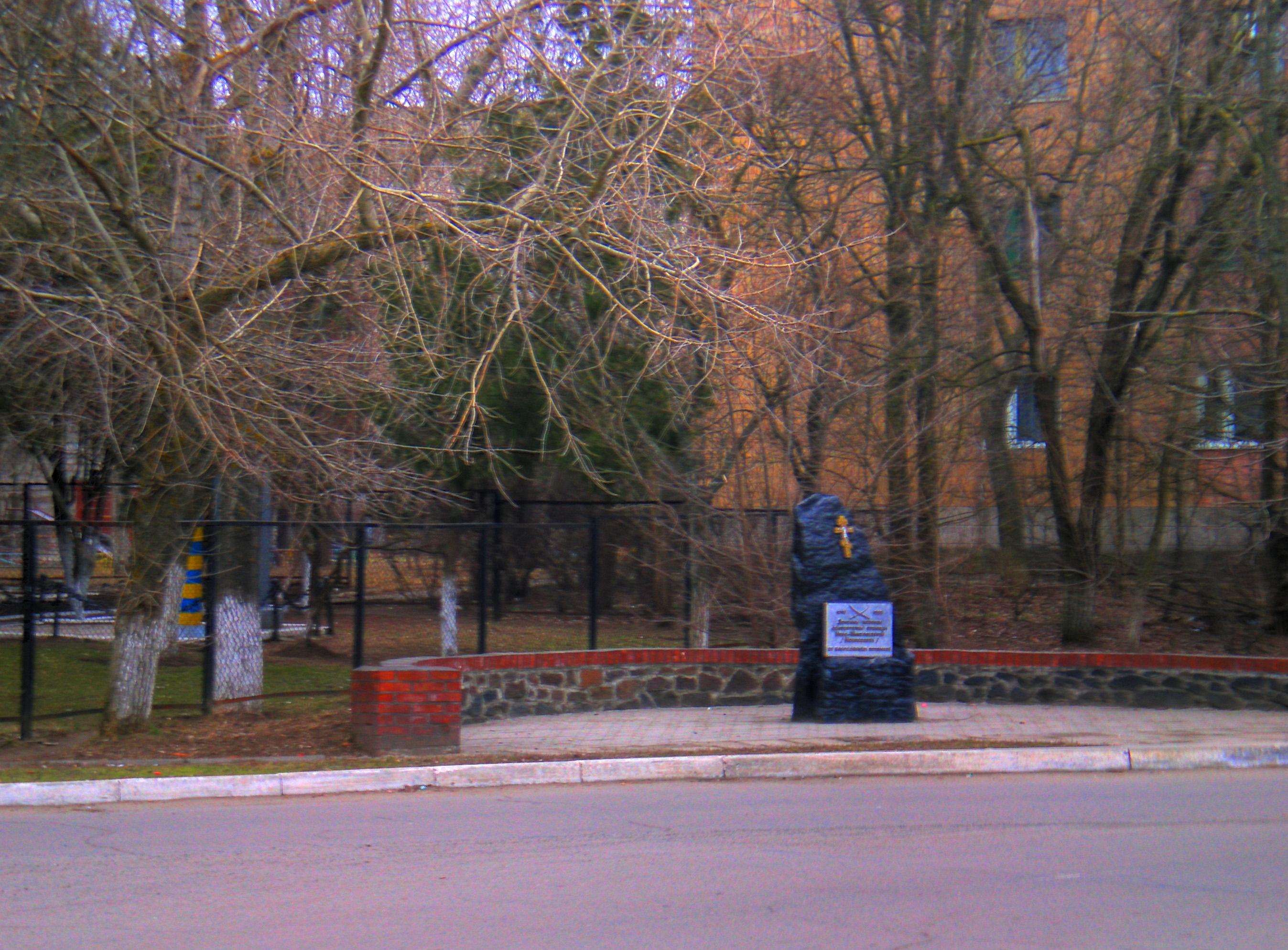
Monumento ai cosacchi fondatori

Il villaggio, originariamente denominato Novonikolaevskaja, venne fondato nel 1849 sul territorio dell'Oblast' dell'esercito del Don.
Nel 1859 c'erano 128 famiglie nel villaggio, con 885 abitanti. La posizione strategica, incrocio di rotte marittime e terrestri, contribuì al fatto che negli anni 1870-1880 il paese divenne luogo di un vivace commercio di grano, bestiame, pesce e sale. Fu costruito un molo con negozi e magazzini.
Alla fine dell'800 il paese contava 511 famiglie e 7 247 abitanti.
Nel 1914, vivevano a Novonikolaevskaja in 701 famiglie circa 7 900 persone; c'erano tre fabbriche di mattoni, un ufficio postale e telegrafico, una cassa di risparmio e prestito e due scuole elementari. Ogni anno si svolgevano due fiere.
All'inizio del 1918, nel villaggio fu stabilito per la prima volta il potere sovietico, poi il territorio finì nella zona di combattimento della guerra civile russa. Nel maggio 1918, il villaggio cadde nella zona di occupazione austro-tedesca al confine con l'Ucraina, uscendone all'inizio del 1919. Nel marzo 1920, il villaggio, insieme alla parte occidentale della liquidata regione Don Host, fu trasferito dalla Russia alla SSR ucraina, venendo unito al governatorato di Donec'k. Quando una parte significativa di questi territori fu restituita alla RSFSR nel 1924, il villaggio rimase parte della SSR ucraina.
Nel 1923 fu ribattezzato villaggio di Budënnovskaja.
Nel 1929 furono istituite due fattorie collettive, che nel 1931 riunivano l'80% delle famiglie. Si formarono un artel peschereccio e una fattoria demaniale. Nel 1933 fu organizzata una stazione di macchine e trattori (MTS) e furono costruiti allevamenti di latte, pecore, suini e pollame.
Dal 1938, l'insediamento di tipo urbano di Budënnovs'kyj. Alla vigilia della Grande Guerra Patriottica, nel paese operavano una centrale elettrica locale, un ospedale, due scuole secondarie, una biblioteca distrettuale e un centro culturale.
Nel 1951 vi operavano una fattoria statale e diverse piccole imprese dell'industria locale.
Nel 1959, il villaggio fu ribattezzato Novoazovs'kyj, dal 1966 - la città di subordinazione regionale Novoazovs'k.
Nel 1973 la popolazione era di 13 000 persone, c'erano una fabbrica di mattoni, un pollaio, oltre a un museo della gloria militare e del lavoro.
Dall'inizio del 1982, si registrava un allevamento di pecore, un mangimificio, un caseificio, una fabbrica di pane, due fabbriche di cemento asfaltato, una fabbrica di mattoni, una fabbrica di pollame, una fabbrica di cibo e aromi, un'organizzazione edile inter-kolchoz, un distretto di macchine agricole, un distretto di chimica agraria, un impianto di servizio al consumo, una scuola professionale, 4 scuole secondarie, una scuola di musica, un ospedale, una Casa della Cultura, 4 circoli e 10 biblioteche.
Nel gennaio 1989 la popolazione era di 12 988 persone, con la base dell'economia era l'industria alimentare.
Dopo la dichiarazione di indipendenza dell'Ucraina, Novoazovs'k finì vicino al confine con la Russia, dove fu creato un posto di blocco che si trovava nella zona di responsabilità del distaccamento di frontiera di Donec'k della direzione regionale orientale del servizio di guardia di frontiera di Stato.
Nel maggio 1995, il Gabinetto dei ministri dell'Ucraina ha approvato la decisione sulla privatizzazione dell'Impresa di autotrasporti APT-11419 con sede nella città, del distretto di macchine agricole, del distretto di chimica agraria e degli allevamenti di pollame; nel luglio 1995 la decisione è stata approvata privatizzare l'allevamento Rosa Luxemburg. Nell'ottobre 1995 è stata approvata una decisione di privatizzazione del mangimificio.
Nel 1998 è stato messo in funzione il parco eolico di Novoazovs'ka.
Nel dicembre 2006 è iniziata la procedura fallimentare dell'allevamento; nel settembre 2012 è stato dichiarato fallito ed è iniziata la procedura di liquidazione.
Al 1º gennaio 2013 la popolazione era di 11 760 unità.
Il 15 marzo 2014, i rappresentanti del Partito Comunista dell'Ucraina hanno tenuto una manifestazione a Novoazovs'k con lo slogan "Per la Crimea! Per il Donbass! Per il referendum!" Manifestazioni simili si sono svolte dal 15 al 16 marzo in altre città della regione di Donec'k. Il 16 marzo, circa 200 residenti di Novoazovs'k hanno bloccato il distaccamento di confine locale. All'inizio di aprile 2014 a Donec'k, i sostenitori dell'autonomia hanno sequestrato l'edificio del consiglio regionale e dell'amministrazione statale regionale e poi hanno proclamato la formazione della Repubblica popolare di Donec'k. Successivamente, le forze dell'ordine si sono portate al posto di blocco di Novoazovs'k, poiché si aspettavano proteste. Il 16 aprile, a Novoazovs'k, durante una manifestazione per lo svolgimento di un referendum sull'autodeterminazione del Donbass e il riconoscimento della Repubblica popolare di Doneck, i suoi partecipanti hanno rimosso la bandiera dell'Ucraina dall'edificio dell'amministrazione cittadina e hanno issato la bandiera della RPD. All'inizio di maggio, nella vicina Mariupol', i ribelli della RPD sono entrati in uno scontro armato con le forze di sicurezza ucraine. Il 9 maggio, la Guardia nazionale ucraina ha utilizzato attrezzature pesanti e armi contro i ribelli della RPD a Mariupol'. Il 13 giugno, a Mariupol', i battaglioni militari ucraini Azov e Dnepr-1 hanno effettuato un'operazione speciale, durante la quale i sostenitori armati del non riconosciuto DPR sono stati arrestati e disarmati, e gli edifici da loro occupati sono stati restituiti al controllo ucraino. Lo stesso giorno, le formazioni armate della DPR hanno lasciato Novoazovs'k. Il 23 agosto, a causa dei bombardamenti, il checkpoint di Novoazovs'k è stato chiuso. Il 25 agosto, nell'area degli insediamenti di Markino e Ščerbak vicino a Novoazovs'k, gruppi di ricognizione della DPR hanno attaccato l'esercito ucraino. Parte delle truppe ucraine si ritirò a Mariupol'. Il 26 agosto, i combattenti della DPR hanno preso l'altura di Saur-Mohila, consentendo loro di passare all'offensiva su Novoazovs'k. Il 27 agosto hanno preso il controllo del checkpoint di Novoazovs'k. Il 28 agosto, i combattenti della RDP sono entrati a Novoazovs'k, issando la bandiera della Novorossija sull'amministrazione cittadina.

## Monumenti e luoghi d'interesse

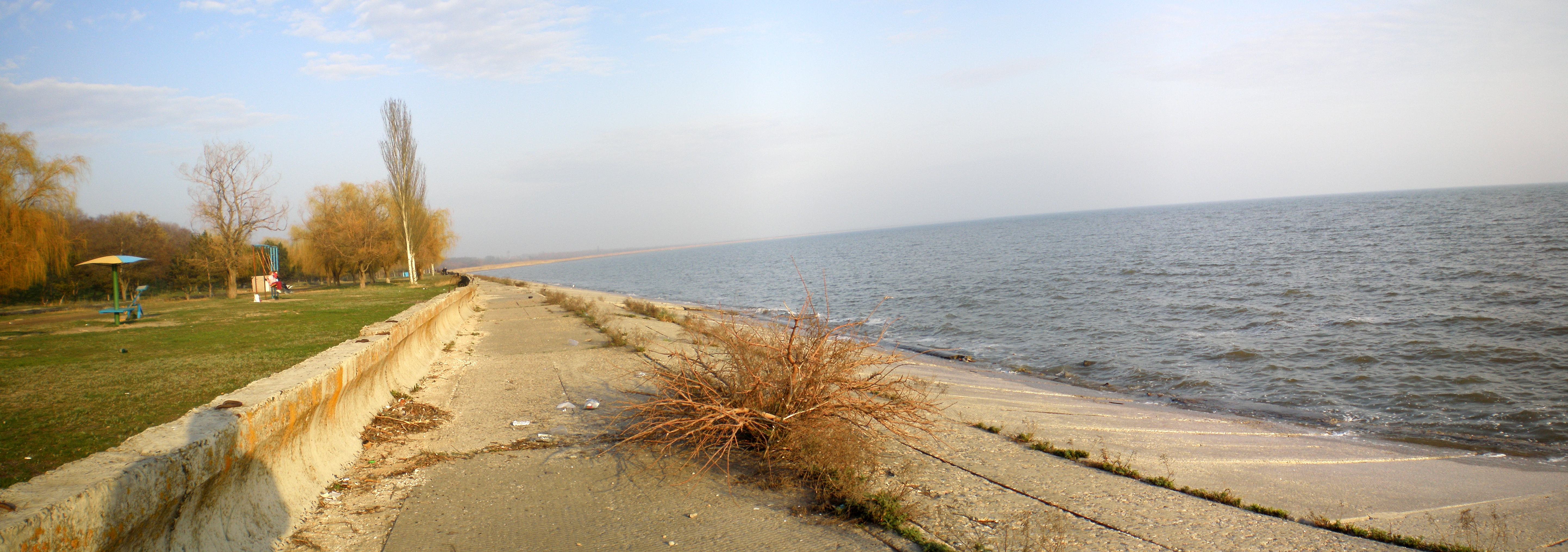
Spiaggia cittadina

- Fonte naturale di acqua minerale Novoazovs'ka
- Chiesa di San Nicola
- Palazzo della Cultura del distretto di Novoazovs'k
- Spiaggia cittadina (riva del Mar d'Azov)
- Monumento a Lenin, di Vladimir Bojko
- Biosfera della Steppa di Chomutovskaja